# Rageh Omaar

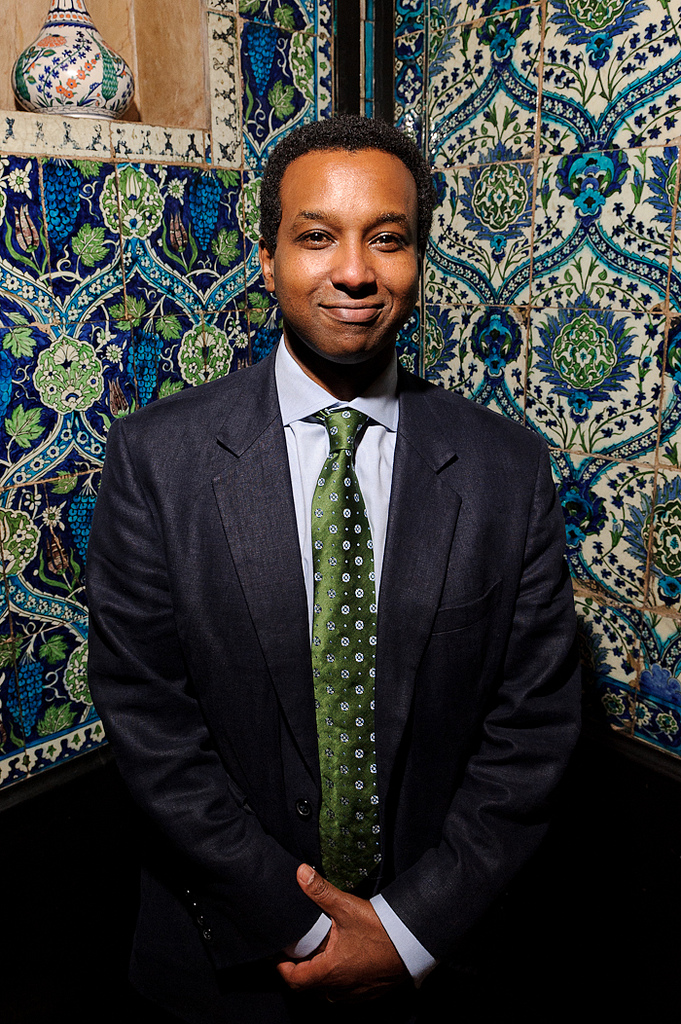
Rageh Omaar

Rageh Omaar (19 juli 1967) is een Somalisch-Britse tv-nieuwspresentator en schrijver. Hij studeerde aan de Universiteit van Oxford. Zijn nieuwste boek Only Half of Me gaat over de spanningen tussen deze twee kanten van zijn identiteit. Hij was vroeger een BBC-correspondent wereldzaken, vanuit Irak. In september 2006 verhuisde hij naar een nieuwe post op Al Jazeera Engels, waar hij tot januari 2010  de nachtelijke doordeweekse  documentaireserie Witness presenteerde. 
The Rageh Omaar Report, dat vanaf februari 2010 uitgezonden wordt, is een uur durend maandelijks onderzoekende documentaire.